# Franka Dietzsch
Franka Dietzsch, nemška atletinja, * 22. januar 1968, Wolgast, Vzhodna Nemčija.
Nastopila je na poletnih olimpijskih igrah v letih 1992, 1996, 2000 in 2004 v metu diska, leta 1996 je dosegla četrto mesto, leta 2000 pa šesto. Na svetovnih prvenstvih je osvojila tri naslove prvakinje v letih 1999, 2005 in 2007, na evropskih prvenstvih pa naslov prvakinje leta 1998 in srebrno medaljo leta 2006. 